# Greenwayodendron
Greenwayodendron is een geslacht uit de familie Annonaceae. De soorten uit het geslacht komen voor van in tropisch West-Afrika tot in Tanzania.

## Soorten
- Greenwayodendron gabonicum (Pellegr. ex Le Thomas) Lissambou & Couvreur
- Greenwayodendron glabrum Lissambou, O.J.Hardy & Couvreur
- Greenwayodendron littorale Lissambou, Dauby & Couvreur
- Greenwayodendron oliveri (Engl.) Verdc.
- Greenwayodendron suaveolens (Engl. & Diels) Verdc.
- Greenwayodendron usambaricum (Verdc.) Lissambou, O.J.Hardy & Couvreur